# Municipio de Bacadéhuachi
El Municipio de Bacadéhuachi es uno de los 72 municipios que conforman el estado mexicano de Sonora, ubicado al centro-este del estado en la zona de la Sierra Madre Occidental. Cuenta con sólo 1 localidad dentro su territorio, su cabecera municipal el pueblo homónimo de Bacadéhuachi. Fue creado como municipio independiente el 20 de mayo de 1931. Según el Censo de Población y Vivienda realizado en 2020 por el Instituto Nacional de Estadística y Geografía (INEGI) el municipio tiene una población total de 979 habitantes; y posee una superficie de 1,066.38 kilómetros cuadrados. Su producto interno bruto per cápita es de USD 10,111 y su índice de desarrollo humano (IDH) es de 0.8299.
El municipio es uno de los más pequeños en extensión y en población del estado. Como a la mayoría de los municipios de Sonora, el nombre se le dio por su cabecera municipal.

## Historia como municipio
En épocas anteriores al siglo XVII el territorio donde ahora es el municipio estaba habitado por tribus indígenas ópatas. En el año de 1645 llegó el misionero jesuita Cristóbal García a esta zona, y fundó la primera población de este lugar, la llamó San Luis de Bacadéhuachi.
Después de la Independencia, la administración del pueblo estuvo a cargo de un juez de paz. Obtuvo la categoría de municipio en la segunda mitad del siglo XIX adscrito al Distrito de Moctezuma (hoy Municipio de Moctezuma).
En 1930 Bacadéhuachi fue incorporado al Municipio de Bacerac, siendo rehabilitado como municipio independiente y definitivo el 20 de mayo de 1931 por la Ley Num. 88.

## Geografía
El municipio de Bacadéhuachi se localiza bajo las coordenadas 29°48′30″N 109°08′30″O al noreste del estado de Sonora a una altura mínima de 350 y una máxima de 2,620 metros sobre el nivel del mar. Colinda al norte con el municipio de Huachinera, al este con el de Nácori Chico, al sur con el de Sahuaripa, al suroeste con Divisaderos, al oeste con los municipios de Granados y Huásabas, y al noroeste con Villa Hidalgo.

### Límites municipales
Tiene límites administrativos con los siguientes municipios según su ubicación:
| Noroeste: Villa Hidalgo    | Norte: Huachinera | Nordeste: Huachinera  |
| Oeste: Granados y Huásabas |                   | Este: Nácori Chico    |
| Suroeste: Divisaderos      | Sur: Sahuaripa    | Sureste: Nácori Chico |

Posee una superficie de 1,066.38 kilómetros cuadrados, que representan el 0.83% del total estatal y el 0.08% del nacional.

### Clima
El municipio de Bacadéhuachi cuenta con un clima semiseco cálido, con una temperatura media máxima de 28.7 °C en los meses de junio a septiembre y con una media mínima mensual de 11.7 °C en diciembre y enero, siendo la temperatura media anual de 20.3 °C.
El periodo de lluvias se presenta en verano, en los meses de julio y agosto con una precipitación pluvial de 490.8 milímetros y con heladas ocasionales de enero a febrero.

### Orografía
Su territorio está enclavado en las estribaciones de la Sierra Madre Occidental, con zonas accidentadas y zonas planas y semi-planas, destacándose las sierras de Bacadéhuachi, Azul, Los Mojones, y el Pico Guacamaya, el punto más alto del estado a 2,620 m s. n. m.

### Hidrografía
El río Bavispe que constituye la corriente superior del río Yaqui, penetra a la jurisdicción de Bacadéhuachi procedente del municipio de Granados, recibe las aguas del arroyo de Bacadéhuachi y prosigue hasta Tepache y Divisaderos.

### Flora y fauna
La vegetación en el municipio es variada, predomina sobre todo la vegetación tipo bosque, tales como pino, encino, y roble, al oeste se encuentran campos de matorral xerófilo.
En el municipio se encuentra una gran variedad de animales destacando por su importancia los:
- Anfibios: sapo, rana;
- Reptiles: tortuga, alicante, víbora de cascabel, camaleón, iguana;
- Mamíferos: venado, puma, lince, coyote, jaguar, mapache, zorrillo;
- Aves: tecolote, golondrina, zopilote, y águila.

## Economía
Se destina la agricultura para la producción de forrajes principalmente para el apoyo de la ganadería.
En silvicultura se tiene una superficie aproximada de 153,047 hectáreas en las que se explota principalmente postes para cercos y leña para uso doméstico de las especies: mezquite, tesota, chino, palo dulce, huata, encino entre otras.
La ganadería comprende una población animal de 11,047 cabezas de ganado bovino, beneficiando a 228 productores.

## Gobierno
La sede del gobierno municipal yace en el poblado de Bacadéhuachi donde se encuentra el palacio municipal. El ayuntamiento está integrado por un presidente municipal, un síndico, 3 regidores de mayoría relativa y 2 de representación proporcional.
El municipio pertenece al IV Distrito Electoral Federal de Sonora con sede en la ciudad de Guaymas y al XVIII Distrito Electoral de Sonora con sede en Ciudad Obregón Norte.

### Cronología de presidentes municipales
| Período   | Presidente Municipal                | Partido(s) Político(s)               |
| --------- | ----------------------------------- | ------------------------------------ |
| 1942-1943 | Lauro Valencia                      | -                                    |
| 1943-1944 | Loreto Galaz Moreno                 | -                                    |
| 1944-1946 | José M. Solís                       | -                                    |
| 1946-1949 | Pedro Valencia J.                   | -                                    |
| 1949-1951 | Abraham S. Valenzuela               | -                                    |
| 1951-1952 | Manuel María Yepiz                  | -                                    |
| 1952-1955 | Francisco Terán H.                  | -                                    |
| 1955-1958 | José M. Solís                       | -                                    |
| 1958-1961 | Pedro Valenzuela                    | -                                    |
| 1961-1964 | Jesús Galaz Moreno                  | -                                    |
| 1964-1967 | Jesús Manuel Sierra Ruíz            | -                                    |
| 1970-1973 | Manuel Moreno Samaniego             | -                                    |
| 1973-1976 | Francisco Moreno Samaniego          | -                                    |
| 1976-1979 | Jesús Ernesto Valencia Sierra       | -                                    |
| 1979-1982 | Francisco Loreto Figueroa           | -                                    |
| 1982-1985 | Jesús Samaniego                     | -                                    |
| 1985-1988 | José Luis Valenzuela                | -                                    |
| 1988-1991 | Jesús Bernardo Galaz Valencia       | Partido Revolucionario Institucional |
| 1991-1994 | José Solís Valenzuela               | Partido Revolucionario Institucional |
| 1994-1997 | Manuel Eleazar Bustamante Domínguez | Partido Revolucionario Institucional |
| 1997-2000 | Francisco Terán Villaescusa         | Partido Revolucionario Institucional |
| 2000-2003 | Trinidad Villaescusa Samaniego      | Partido Revolucionario Institucional |
| 2003-2006 | Joaquín Moreno Ruíz                 | Partido Acción Nacional              |
| 2006-2009 | Jesús Francisco Terán Valencia      | Partido Acción Nacional              |
| 2009-2012 | Joaquín Jaime Moreno                | Partido Revolucionario Institucional |
| 2012-2015 | Juan Pablo Terán Valencia           | Partido Acción Nacional              |
| 2015-2018 | Joaquín Jaime Moreno                | Movimiento Ciudadano                 |
| 2018-2021 | Manuel María Madrid Galaz           | Alianza MORENA, PT y PES             |
| 2021-2024 | Luis Alfonso Sierra Villaescusa     | Partido del Trabajo                  |